# 鮑璋
鮑璋（1461年—？），字德卿，浙江寧波府鄞縣人，民籍，明朝政治人物。

## 生平
弘治五年（1492年）壬子科浙江鄉試第二十二名舉人。弘治九年（1496年）中式丙辰科會試第七十八名，二甲第四十四名進士。

## 家族
曾祖鮑均保；祖父鮑仕本；父鮑冕，母應氏；繼母詹氏。具慶下。